# Dark Lady sonnets

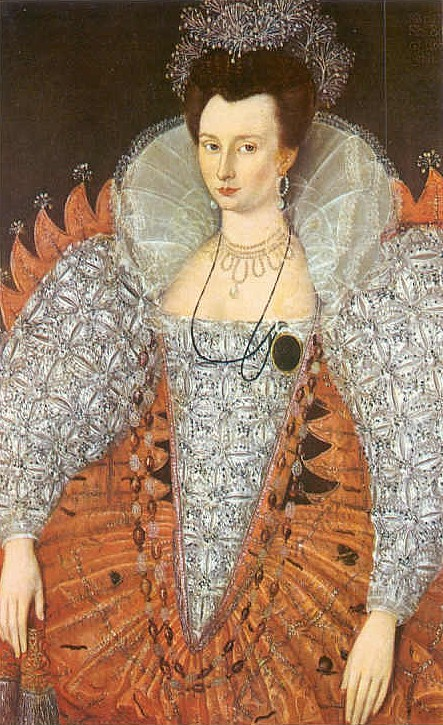
Mary Fitton

Dark Lady sonnets is een reeks die begint met de introductie van 'the Dark Lady' in Sonnet 127 van Shakespeares sonnetten. 
De geliefde jongeman van de voorgaande sonnetten verdwijnt naar de achtergrond en een minnares, traditioneel bekend onder de naam 'Dark Lady', komt op het voorplan.
Deze reeks (sonnetten 127-152) is openlijk seksueel en passioneel. Sonnet 152 is zelfs 'ontuchtig' van toon en illustreert het verschil tussen de spirituele liefde voor de jongeman en de seksuele begeerte voor de Dark Lady, Deze laatste wordt zo genoemd omwille van haar zwarte haar en donkere huid, wat in die tijd symbolisch tegenover het zuivere blanke en blonde werd gesteld. 
Er zijn in de loop der tijden heel wat pogingen ondernomen om de identiteit van de 'echte' Dark Lady te achterhalen, de muze en inspirator voor dit personage. De beste kandidaten zijn mogelijk Mary Fitton (zie afbeelding) en Emilia Lanier.